# Comuna Gubin
Comuna Gubin este un district administrativ rural, denumit specific "gmina" situat  în județul Krosno, Voievodatul Lubusz, în vestul Poloniei , pe frontiera germană. Sediul acesteia este orașul Gubin , deși orașul nu face parte din teritoriul comunei. Districtul acoperă o suprafață de 379.73 km pătrați (146.6 sq mi), și începând cu anul 2006 populația totală este de 7249. Comuna are în administrare o parte a zonei protejate numită Parcul Krzesin.
Comuna Gubin se învecinează cu orașul de Gubin și cu comunele Bobrowice, Brody, Cybinka, Krosno Odrzanskie, Lubsko și Maszewo . Se învecinează, de asemenea cu Germania.